# Anomobryum angustirete
Anomobryum angustirete là một loài Rêu trong họ Bryaceae. Loài này được Broth. mô tả khoa học đầu tiên năm 1927.